# Castellet-en-Luberon
Castellet-en-Luberon ( tot het decreet van 5 november 2018 Castellet ) is een gemeente in het Franse departement Vaucluse (regio Provence-Alpes-Côte d'Azur) en telt 111 inwoners (2009). De plaats maakt deel uit van het arrondissement Apt.

## Geografie
De oppervlakte van Castellet-en-Luberon bedraagt 9,8 km², de bevolkingsdichtheid is dus 11,3 inwoners per km².
De onderstaande kaart toont de ligging van Castellet-en-Luberon met de belangrijkste infrastructuur en aangrenzende gemeenten.

### Bereikbaarheid
De D48 die door het dorp loopt verbindt het met de grotere D900 in het zuiden en met het dorp Auribeau in het westen.

### Lieux-dits en gehuchten
- Les Gaudins
- les Piroublets

### Relief
De gemeente neemt een deel van de noordflank van de Luberon in. Bijgevolg bevindt het laagste punt zich in het noorden, en het hoogste punt zich aan de zuidkant. De Mourre Nègre, het hoogste punt van de Luberon, met een hoogte van 1125 m, is gelegen op het territorium van de gemeente.

### Geologie
De eerste hellingen van de noordflank van de Luberon bestaan uit gesteenten afkomstig uit het Mioceen, met molasse van kalksteen, zandsteen en mergel. De rest bestaat voornamelijk uit mergelachtige kalksteen uit het Hauterivien (Krijt). Deze is eerder zacht, wat de Luberon een eerder afgerond relief geeft.

### Seismiciteit
De kantons Bonnieux, Apt, Cadenet, Cavaillon en Pertuis staan geklasseerd als zone Ib (zwak risico). Alle andere kantons in het departement Vaucluse hebben zone Ia (zeer zwak risico). Deze indeling correspondeert met een seismiciteit die slechts in zeer uitzonderlijke gevallen leidt tot vernietiging van gebouwen.
Op 15 juni 1835, om 4u 's morgens, deed een sterke schok de aarde trillen aan de zuidkant van de Luberon, en werd opgemerkt van Castellet tot Saignon.

### Klimaat
De gemeente Castellet-en-Luberon is net als het merendeel van het departement Vaucluse onderhevig aan een mediterraan klimaat.

## Geschiedenis

### Prehistorie en Oudheid
Enkele begrafenisurnen die aan de ingang van het dorp zijn teruggevonden, doen het bestaan van een kleine Gallo-Romeinse villa in de omgeving vermoeden.

## Demografie
Onderstaande figuur toont het verloop van het inwonertal (bron: INSEE-tellingen).